# エランテムム・ウォッティー
エランテムム・ウォッティー（学名：Eranthemum wattii）はキツネノマゴ科ルリハナガサ属の常緑の草本〜低木。
種小名は、発見者であるイギリスの植物学者ジョージ・ワットへの献名。

## 特徴
高さ0.5–1m。茎は4稜があり、節部は丸く肥大する。葉は卵形〜広楕円形で長さ12cmほど、濃緑色で金属光沢をもち、浅鋸歯縁で対生する。葉脈は赤紫色を帯び、葉脈間はやや膨らむ。葉柄は長さ15–25mmで、葉身基部が翼状に流れる。花は紫色で枝先に総状につき、長い花筒をもち、先は5裂する。雄しべは花冠の上に出ない。花期は夏〜秋。

## 分布
インド原産。POWOではインドおよびミャンマー原産としている。

## 利用
観賞温室、鉢植え用。低率で自然結実する。繁殖は挿し木が容易。摘芯すれば小鉢作りに向く。